# Жаку-бідняк
«Жаку-бідняк» (фр. Jacquou le croquant) — французький історичний фільм 2007 р., поставлений за романом Ежена Ле Руа режисером Лораном Бутонна. Кінострічка двічі номінувалася на премію Сезар у 2008 р. Картина розповідає історію молодого дордоньського юнака в часи реставрації Бурбонів, який очолює повстання народу проти обмеження дворянством прав селян.

## Зміст
1815-й рік. У серці Перигора юний селянин Жаку щасливо жив зі своїми батьками, поки його батька, повсталого проти жорстокості графа Нанзака, не заарештували. Осиротілий Жаку залишився під опікою сільського кюре і присягнувся помститися, як тільки стане дорослішим. Так і сталося — через роки Жаку виявиться на чолі селянського повстання й особисто зустрінеться з Нанзаком.

## Ролі
| В ролях          |  | Персонаж    |
| ---------------- |  | ----------- |
| Гаспар Ульєль    |  | Жаку        |
| Лео Легран       |  | юний Жаку   |
| Марі-Жозе Кроз   |  | мать Жаку   |
| Альбер Дюпонтель |  | батько Жаку |
| Жослін Ківрен    |  | Нансак      |
| Жудіт Давіс      |  | Ліна        |
| Чекі Каріо       |  | Шевальє     |
| Олів'є Гурме     |  | кюре Боналі |
| Малік Зіді       |  | Туффу       |
| Божана Панич     |  | гордячка    |

## Нагороди та номінації
Повний перелік нагород і номінацій — на сайті IMDB
| Премія        | Категорія                              | Ім'я                  | Результат |
| ------------- | -------------------------------------- | --------------------- | --------- |
| Сезар 2008 г. | Найкращий дизайн костюмів              | Жан-Даніель Віллермоз | Номінація |
| Сезар 2008 г. | Найкраща робота художника-постановника | Крістіан Марті        | Номінація |